# Бёюк-Шамлык
Бёюк-Шамлык (азерб. Böyük Şamlıq) — село в Товузском районе, Азербайджана. Деревня является частью муниципалитета Гарибли.
Расположено в 48 км к югу от районного центра — Товуза. Население — 180 человек (2008). Основные занятия жителей — земледелие и животноводство. 
Название деревни на русский переводится как «большая сосновая роща». Склоны гор у деревни богаты соснами.